# Ulica Borowska we Wrocławiu

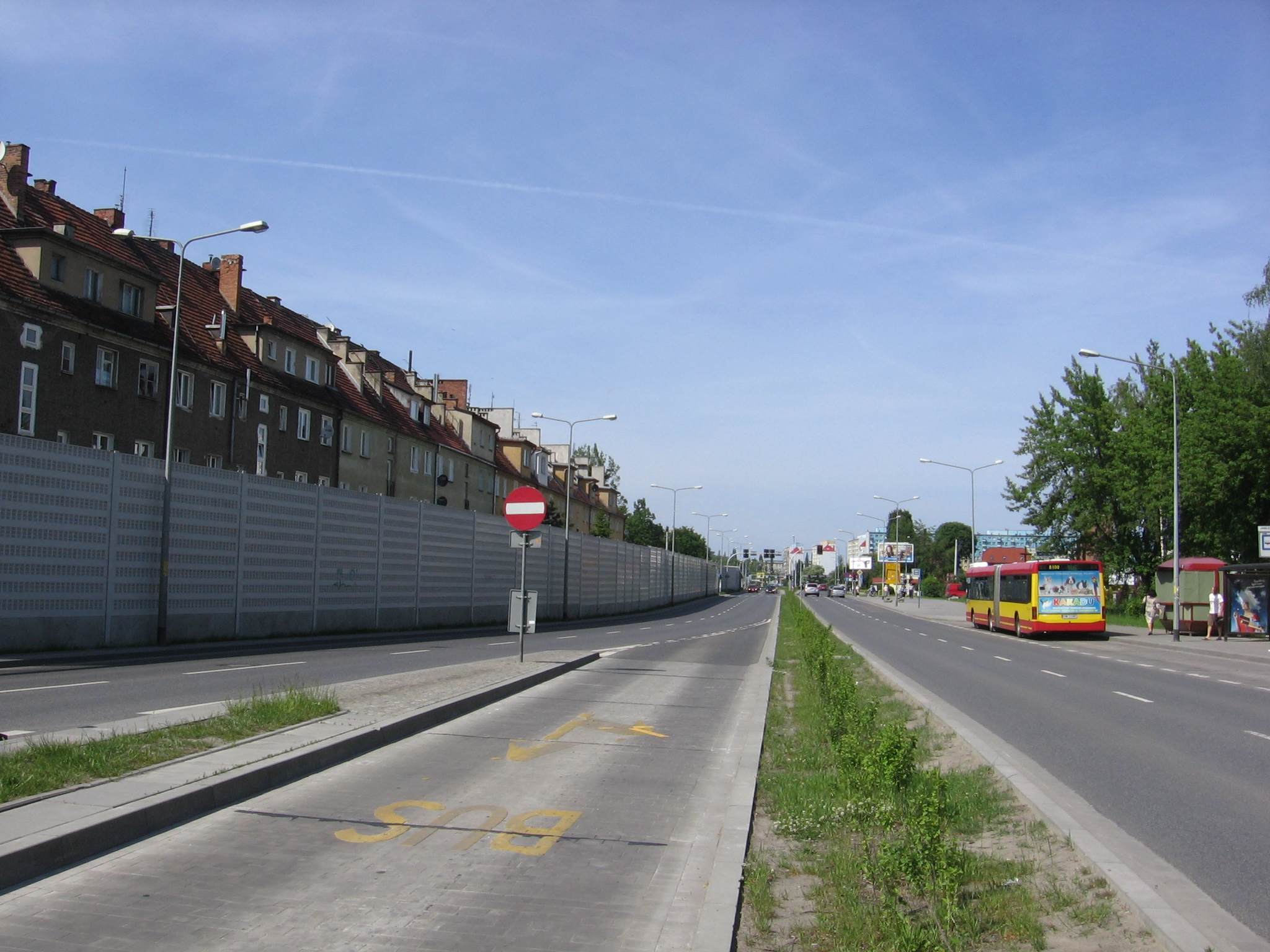
Widok na ul. Borowską z ul. Działkowej na północ

Ulica Borowska – ulica Wrocławia, położona w południowej części miasta w miejscu, gdzie niegdyś znajdowała się droga z Wrocławia do miejscowości Borów (powiat strzeliński), od której ma swoją tak współczesną polską, jak i niemiecką nazwę (do 1945 roku Bohrauerstraße).

## Historia
Do połowy XIX wieku wiejska droga do wsi Borów (wzmiankowanej już w roku 1202) zaczynała się przy miejskiej rogatce (Bohrauer Barriere – Rogatka Borowska), położonej w miejscu, gdzie dziś znajduje się wiadukt kolejowy i wiodła na południe obok Pól Stawowych. Wkrótce po tym, jak wzdłuż ówczesnej południowej granicy miasta pojawiły się linie i instalacje kolejowe, rosnąć zaczęło znaczenie Przedmieścia Świdnickiego i graniczących z nim terenów, w tym także drogi do Borowa, która ok. roku 1856 zaczęła nabierać charakteru miejskiego. Najbardziej skrajny północny skrawek tej drogi formalnie włączono w granice miasta przy okazji wielkiego porządkowania przedmieści (1808) w związku z zarządzoną przez zwycięskie wojska napoleońskie likwidacją fortyfikacji miejskich, natomiast pozostałą część – w 1868 i w 1897, przez przyłączenie wsi Lehmgruben (dziś osiedle Glinianki), Neudorf (dziś osiedle Powstańców Śląskich) i Kleinburg (dziś Borek). Ostatni etap wiąże się z włączeniem po roku 1912 w granice miasta należących do wsi Oltaschin (Ołtaszyn) terenów ograniczonych od zachodu ulicą Borowską i od południa obwodnicą kolejową. W ciągu ostatniej dekady XIX i pierwszej dekady XX wieku północna część ulicy zabudowana została kamienicami czynszowymi. Niemal wszystkie kamienice i pozostałe obiekty (z trzema wyjątkami) znajdujące się przy północnej części ulicy legły w gruzach w roku 1945 podczas bombardowań Festung Breslau.
W 1876 zbudowany został przy ul. Borowskiej (przy skrzyżowaniu z dzisiejszą ul. Dyrekcyjną) wedle wcześniejszego projektu Hansa Zimmermanna kościół pod wezwaniem Zbawiciela (Salvatorkirche). Wokół kościoła urządzony został (w 1895, w miejscu dawnych Pól Stawowych) spory skwer; dziś na jego miejscu znajduje się galeria handlowa.
Jedynymi obiektami nadającymi się po roku 1945 do odbudowy na odcinku na północ od Al. Armii Krajowej była kamienica przy ul. Borowskiej nr 1-3 (po wojnie siedziba Dolnośląskiej Federacji Sportu), stojąca naprzeciwko dawna siedziba Deutsche Hohseefischerei „Nordsee” (później Centrali Rybnej) przy Borowskiej nr  2 (obydwa budynki tuż przy wiadukcie kolejowym k. Dworca Głównego) oraz wybudowane w 1882 gimnazjum dla Auf den Hälteräckern (po roku 1945 szkoła podstawowa nr 59 i 77, dziś gimnazjum nr 17 w kwartale między Borowską, Dyrekcyjną i Ślężną) przy ul. Ślężnej 2-24. Częściowo odbudowany został szpital Bethesda (późniejszy szpital Ginekologiczno-Położniczy przy ul Dyrekcyjnej 5-7). Pozostałe budynki (kamienice czynszowe i obiekty użyteczności publicznej, jak np. Hotel Central przy Borowskiej 5, hala sportowa Weimanna Weimanns Special-Sporthaus, Borowska 13 w trójkącie ulic Borowskiej, Ślężnej i Glinianej) zostały zniszczone w stopniu nie pozwalającym na ich odtworzenie. Działania wojenne natomiast oszczędziły wiele z budynków znajdujących się wzdłuż południowego, peryferyjnego końca ulicy Borowskiej. W latach dwudziestych postawiono tam m.in. ciąg czterokondygnacyjnych domów wielorodzinnych, które przetrwały do dziś (widoczne na fotografiach obok).
Po wojnie przez kilka dziesięcioleci północna część ulicy Borowskiej przebiegała przez martwe gruzowisko (gdzieniegdzie, na nadających się do tego rodzaju zagospodarowania terenach, zakładane były ogródki działkowe), jakim było do lat 70. całe dzisiejsze osiedle Południe. W latach 60. rozpoczęła się budowa nowych bloków na osiedlu Huby (na wschód od Borowskiej) w ramach budowy osiedla mieszkaniowego „Huby”, w latach 70. na osiedlu Południe (na zachód od Borowskiej), a w następnych dwóch dekadach na osiedlu Gaj. Odgruzowywanie i odbudowa miasta wywołała zapotrzebowanie na nieodległe od placów budów miejsce do wysypywania gruzu po zburzonych domach. Wybrano kwartały ulic przy Wielkiej w pasie między Borowską a Ślężną, do ul. Wesołej na północ i do Kamiennej na południu. Wywożony tu gruz przez lata wyrósł na hałdę wysokości kilkunastu metrów, grzebiąc pod sobą stumetrowy odcinek ulicy Wielkiej oraz całą niegdysiejszą Rogauerstraße. Hałdę tę z czasem zagospodarowano, obsiano trawą i obsadzono drzewami; nazwana została w latach 80. Wzgórzem Gomułki, później przemianowana została na Wzgórze Andersa. Na początku XXI część północną wzgórza splantowano i wybudowano na tym miejscu aquapark – Wrocławski Park Wodny.
Obecny przebieg ulicy zaczyna się węzłem u zbiegu ul. Ślężnej, Nasypowej, Stawowej i Peronowej (pod wiaduktem kolejowym przy dworcu Wrocław Główny) na północy i kończy pod wiaduktem Towarowej Obwodnicy Wrocławia (nieopodal ul. Kukuczki) na południu; łączna jej długość wynosi ok. 3,1 km. Północny koniec ulicy Borowskiej należy do osiedli Glinianki i Huby (które odgranicza od osiedla Południe), a południowy (od Al. Armii Krajowej) – do osiedla Gaj.
W maju 1982 władze miejskie Wrocławia wydały zgodę na budowę przy ul. Borowskiej kościoła pod wezwaniem św. Franciszka z Asyżu; kamień węgielny pod jego budowę poświęcił w 1983 podczas swojej drugiej pielgrzymki do Polski papież Jan Paweł II. Prace przy budowie tego kościoła trwały przez następnych 11 lat i zakończyły się w 1994 r.
W początkach XXI wieku przy ulicy Borowskiej nr 213 uruchomiono kosztem 840 milionów złotych duży kompleks medyczny; najpierw otwarto gabinety lekarskie i przychodnie, a latem 2007 do nowego wrocławskiego Akademickiego Szpitala Klinicznego im. Jana Mikulicza-Radeckiego z 26 salami operacyjnymi przyjęci zostali pierwsi pacjenci (uroczyste otwarcie tej ciągnącej się 30 lat inwestycji nastąpiło w styczniu 2008, ale dalsza rozbudowa obiektu trwa nadal).

## Ważniejsze obiekty
- Centrum powiadamiania ratunkowego (nr 138)[9],
- Uniwersytecki Szpital Kliniczny im. Jana Mikulicza-Radeckiego we Wrocławiu (numer 213).